# Radeon Pro
Radeon Pro és la marca d'AMD de GPU orientades a professionals. Va substituir la marca FirePro d'AMD el 2016. En comparació amb la marca Radeon per a productes de consumidors i jugadors, la marca Radeon Pro està pensada per utilitzar-se en estacions de treball i per a l'execució de disseny assistit per ordinador (CAD), imatges generades per ordinador (CGI), creació de contingut digital (DCC), alta -aplicacions d'informàtica de rendiment/GPGPU, i la creació i execució de programes i jocs de realitat virtual.
La línia de productes Radeon Pro competeix directament amb Nvidia, és a dir, la seva línia Quadro (descontinuada) de targetes per a estacions de treball professionals.

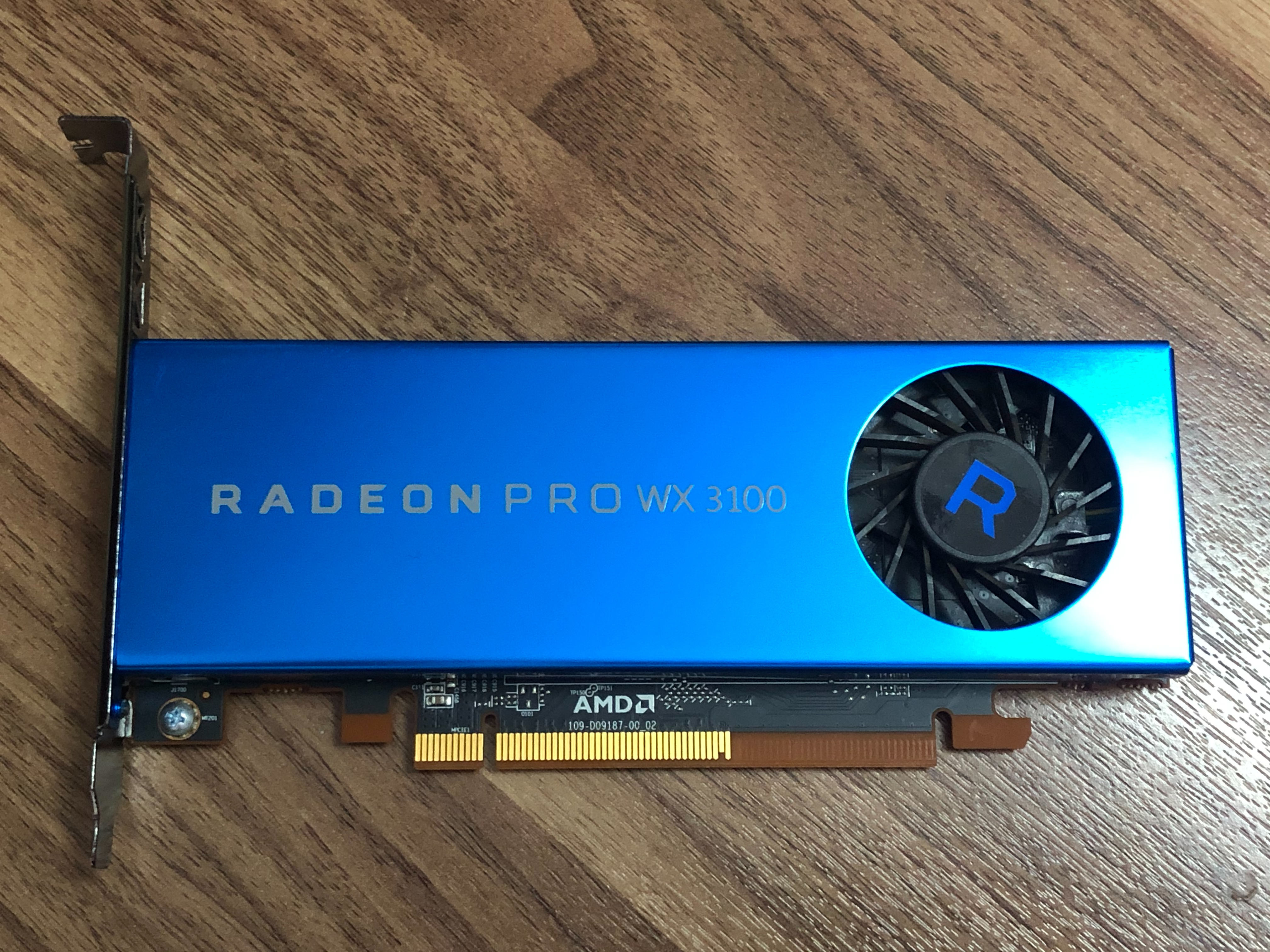
AMD Radeon Pro WX 3100

## Productes

### Sèrie Radeon PRO
La primera targeta que es va llançar amb el nom de Radeon Pro va ser la GPU dual Radeon Pro Duo l'abril de 2016. La targeta inclou 2 nuclis R9 Nano refrigerats per líquid i es va comercialitzar amb força tant per a l'execució com per a la creació de contingut de realitat virtual amb l'eslògan "For Gamers Who Create and Creators Who Game". L' estètica i el màrqueting del Pro Duo segueixen el de la resta de productes Fury de la sèrie 300.
A l'abril de 2017, AMD va anunciar una nova versió de la Radeon Pro Duo per al seu llançament el mes següent. La versió més recent del Pro Duo utilitza dues GPU de l'arquitectura Polaris, utilitzant les mateixes GPU que al WX7100. Tot i que això resulta en un nombre menor d'unitats de càlcul i un rendiment teòric inferior, permet incloure 32 GB GDDR5 SDRAM i una potència de placa inferior.
Utilitzant l'arquitectura GCN 3 d'AMD Radeon, la Radeon Pro SSG es va presentar el juliol de 2016. SSG significa Solid State G raphics i la targeta combinarà el nucli de Fiji d'AMD amb l'emmagatzematge d'estat sòlid per augmentar la memòria intermèdia per a la representació. Aquesta expansió de l'emmagatzematge d'accés ràpid alleujarà, per tant, el problema de latència que es produeix quan una GPU ha de recuperar informació d'un dispositiu d'emmagatzematge massiu mitjançant la CPU quan la VRAM limitada d'una targeta s'esgota en càrregues de treball pesades. Els usuaris podran afegir-ne fins a 1 TB de memòria flaix PCIe M.2 NAND per millorar els temps de renderització i neteja. AMD va demostrar un augment de 5,3 vegades del rendiment en la neteja de vídeo 8K. Aquest espai d'emmagatzematge SSD es pot posar a disposició del sistema operatiu o controlat completament per la GPU. La targeta Radeon Pro SSG de Fiji estava disponible com a programa beta.

### Sèrie Radeon Pro V
La sèrie Pro V es va anunciar l'agost de 2018 amb la Radeon Pro V340 basada en Vega, una targeta insígnia de doble GPU per al seu ús en la virtualització de centres de dades, que admet fins a 32 màquines virtuals alhora, així com diversos altres usos potencials. per al disseny assistit per ordinador, tasques de renderització generals i Desktop as a Service. S'esperava que estigués disponible el quart trimestre d'aquell any.

### Sèrie Radeon Pro WX
La sèrie Radeon Pro WX són targetes gràfiques dissenyades específicament per a aplicacions professionals utilitzades en enginyeria, disseny, creació de contingut i ciència. Les primeres targetes Radeon Pro amb el prefix WX que es van anunciar van ser la WX 7100, la WX 5100 i la WX 4100 el juliol de 2016. Aquestes targetes basades en Polaris tornen a estar dirigides al mercat professional tradicional i estan preparades per substituir les sèries FirePro Wx100 i FirePro Wx300. Aquestes targetes, juntament amb la Pro SSG, utilitzaran el nou YInMn Blue, no tòxic i eficient energèticament, descobert per Mas Subramanian. Aquesta estètica única per a la línia Radeon Pro distingirà els productes professionals de la sèrie Radeon de consum.

### Sèrie Radeon Pro 400
Les peces de Mobile Radeon Pro es van revelar per primera vegada amb el llançament de l'actualització de 2016 per a l'Apple 15" MacBook Pro. Sembla que són peces derivades de Polaris 11 amb 10-16 unitats de càlcul GCN de quarta generació, que proporcionen entre 1 i 1,86 TFLOPS de rendiment.

### Sèrie Radeon Pro 500
Llançada juntament amb l'actualització d'Apple iMac del 2017, la sèrie Radeon Pro 500 serveix com a GPU per als iMacs amb pantalla Retina 4K i 5K. La sèrie 500 admet de 2 a 8 GB de RAM gràfica amb un rendiment d'1,3 a 5,5 TFLOPS.